# Jacob Malkoun
Jacob Malkoun (Sídney, Australia, 26 de agosto de 1995) es un artista marcial mixto australiano que compite en la división de peso mediano de Ultimate Fighting Championship.

## Primeros años
A la edad de 16 años comenzó a entrenar en artes marciales después de que su padre lo metiera en un gimnasio de boxeo local para que se desprendiera de su contextura de pilar de la liga de rugby de 115 kg, donde se entrena con Robert Whittaker. Es un ganador de las Pruebas ADCC Asia 2019 y un Medallista de Oro Pan Pacífico 2019. También tiene un récord de 3-0 como boxeador profesional.

## Carrera de artes marciales mixtas

### Carrera temprana
Debutando en 2017, compiló un récord de 4-0 en la escena regional australiana, ganando su debut contra Cam Rowston en BRACE 47 por decisión unánime. Ganó sus dos siguientes combates por TKO; contra Ryan Heketa en Hex Fight Series 17 y Christophe Van Dijk en Wollongong Wars 7. En su último combate en la escena regional, derrotó a Sebastian Temesi en Eternal MMA 48 por decisión unánime.

### Ultimate Fighting Championship
Debutó en la UFC contra Phil Hawes el 24 de octubre de 2020 en UFC 254. Perdió el combate por KO en el primer asalto.
Se enfrentó a Abdul Razak Alhassan el 17 de abril de 2021 en UFC on ESPN: Whittaker vs. Gastelum. Ganó el combate por decisión unánime.
Se enfrentó a AJ Dobson el 12 de febrero de 2022 en UFC 271. Ganó el combate por decisión unánime.
Se enfrentó a Brendan Allen el 11 de junio de 2022 en UFC 275. Perdió el combate por decisión unánime.
Se enfrentó a Nick Maximov el 15 de octubre de 2022 en UFC Fight Night: Grasso vs. Araújo. Ganó el combate por decisión unánime.

## Vida personal
Su apodo "Mamba" se debe al fallecido jugador de Los Angeles Lakers de la NBA Kobe Bryant.
Trabaja como instructor de jūjutsu en Smeaton Grange Gracie Jiu-Jitsu en Sídney.

## Récord en artes marciales mixtas
| Resultado | Récord | Oponente             | Método             | Evento                              | Fecha                 | Ronda | Tiempo | Localización      | Notas                   |
| --------- | ------ | -------------------- | ------------------ | ----------------------------------- | --------------------- | ----- | ------ | ----------------- | ----------------------- |
| Victoria  | 7-2    | Nick Maximov         | Decisión (unánime) | UFC Fight Night: Grasso vs. Araújo  | 15 de octubre de 2022 | 3     | 5:00   | Las Vegas, Nevada |                         |
| Derrota   | 6-2    | Brendan Allen        | Decisión (unánime) | UFC 275                             | 11 de junio de 2022   | 3     | 5:00   | Kallang           |                         |
| Victoria  | 6-1    | AJ Dobson            | Decisión (unánime) | UFC 271                             | 12 de febrero de 2022 | 3     | 5:00   | Houston, Texas    |                         |
| Victoria  | 5-1    | Abdul Razak Alhassan | Decisión (unánime) | UFC on ESPN: Whittaker vs. Gastelum | 17 de abril de 2021   | 3     | 5:00   | Las Vegas, Nevada |                         |
| Derrota   | 4-1    | Phil Hawes           | KO (puñetazos)     | UFC 254                             | 24 de octubre de 2020 | 1     | 0:18   | Abu Dhabi         |                         |
| Victoria  | 4-0    | Sebastian Temesi     | Decisión (unánime) | Eternal MMA 48                      | 4 de octubre de 2019  | 3     | 5:00   | Melbourne         |                         |
| Victoria  | 3-0    | Christophe Van Dijck | TKO (puñetazos)    | Wollongong Wars 7                   | 12 de julio de 2019   | 3     | 3:31   | Wollongong        |                         |
| Victoria  | 2-0    | Ryan Heketa          | TKO (puñetazos)    | Hex Fight Series 17                 | 26 de octubre de 2018 | 1     | 1:32   | Sídney            |                         |
| Victoria  | 1-0    | Cam Rowston          | Decisión (unánime) | BRACE 47                            | 18 de marzo de 2017   | 3     | 5:00   | Sídney            | Debut en el peso medio. |